# Hyptis compacta
Hyptis compacta là một loài thực vật có hoa trong họ Hoa môi. Loài này được Rusby mô tả khoa học đầu tiên năm 1927.